# Vila das Aves
Pour les articles homonymes, voir Aves (homonymie).
Vila das Aves, anciennement Aves, est une freguesia (« paroisse civile ») du Portugal, rattachée au concelho (municipalité) de Santo Tirso, situé dans le district de Porto et la région Nord.

## Histoire
Aves a été élevée au rang de ville le 4 avril 1955, et a changé de nom à cette occasion. Le rang de « ville », au Portugal, concerne habituellement des agglomérations de 1 000 à 10 000 habitants. Une ville n'a pas d'institutions propres à son statut, elle peut d'ailleurs être constituée de plusieurs freguesias qui conservent leurs représentations propres.

## Jumelage
Saint-Étienne-lès-Remiremont (France) depuis 1986 (décembre)

## Sports
- Football : Deportivo Aves